# Ácido vaccénico
El ácido vaccénico (C18H34O2) es un compuesto químico natural del grupo de los ácidos grasos insaturados. El nombre deriva de la palabra latina vacca (vaca). Existe en dos formas isoméricas que difieren en la disposición de los sustituyentes en el enlace doble. El ácido trans-vacénico se encuentra en la naturaleza en las grasas de los rumiantes, en el aceite de pescado, en el plasma sanguíneo y en microorganismos como las especies de Lactobacillus y Escherichia coli.

## Ácidotrans-vaccénico
El trans - o (E) -ácido vaccénico pertenece a los ácidos grasos trans. Se forma por la hidrogenación de ácidos grasos poliinsaturados como el ácido α-linolénico en el rumen de los rumiantes.

El ácido trans-vaccénico se forma por hidrogenación del ácido alfa-linolénico en el rumen de la vaca.

El ácido trans-vaccénico se encuentra en pequeñas cantidades en las grasas de los rumiantes, por ejemplo 2,3 % en mantequilla.

## Ácidocis-vaccénico

Ácido cis-vaccénico

El ácido cis- o (Z)-vaccénico posee un punto de fusión claramente más bajo y tiene un efecto hemolítico. Además del plasma sanguíneo, también se encuentra en diversos tejidos animales, en las grasas naturales y en el aceite de pescado. También se encuentra en los lípidos de la membrana celular de muchas bacterias, por ejemplo en el Lactobacillus plantarum (antes conocido como Lactobacillus arabinosus) en un 31 % y en el Lactobacillus casei en un 16 %. En E. coli, el ácido vaccénico constituye la mayor parte de los ácidos insaturados presentes. También en Agrobacterium tumefaciens predomina el ácido cis-vaccénico como ácido graso en los lípidos, con un 68 %. En muchas bacterias, el ácido cis-vaccénico es el precursor del ácido lactobacílico en la biosíntesis de los ácidos grasos.
También se encuentra de forma natural en la grasa de las semillas de muchas plantas, por ejemplo, en el guaraná (Paullinia cupana) hasta un 30 % aproximadamente y en el ginkgo (Ginkgo biloba) y en la pulpa del caqui (Diospyros kaki) hasta un 30 % aproximadamente o en la del pomelo (Citrus paradisi) y también en la de la naranja (Citrus sinensis) hasta un 15-20 %.

## Detección
La detección y la determinación del contenido del ácido vaccénico suelen realizarse mediante cromatografía de gases del éster metílico; además, puede realizarse una separación de los isómeros insaturados con cromatografía en capa fina de nitrato de plata.